# Karatausia
Karatausia – wymarły rodzaj chrząszczy z rodziny bogatkowatych i podrodziny Parathyreinae, obejmujący tylko jeden opisany gatunek, K. maculata. Żył w jurze na terenie współczesnej Azji Środkowej.

## Taksonomia
Rodzaj i gatunek typowy opisane zostały po raz pierwszy w 1993 roku przez Witalija Aleksiejewa na łamach Paleontological Journal. Opisu dokonano na podstawie skamieniałości znalezionej w Formacji Karabastau na stanowisku Karatau-Michajłowka we wsi Ałlije w obwodzie turkiestańskim na południu Kazachstanu. Datuje się ją na kelowej w jurze środkowej. Nazwę rodzajową utworzono od lokalizacji typowej, zaś epitet gatunkowy maculata oznacza po łacinie „plamista”.

## Morfologia
Chrząszcz ten miał prawdopodobnie około 14 mm długości; część odciśnięta ma 10,6 mm. Głowa była duża, o wystającym czole i niemal tak szerokim jak oczy złożone ciemieniu. Przedplecze było 1,4 raza szersze niż dłuższe i o około 1/5 szersze od głowy. Jego krawędzie przednia i tylna były dwuwycięte, krawędzie boczne w przedniej ćwiartce zwężone ku kątom przednim, a dalej proste, kąty tylne proste, a powierzchnia punktowana i pobrużdżona. Bardzo mała tarczka miała zaokrąglony kształt. Pokrywy były nieco szersze od przedplecza, o bokach w przednich 3/5 prawie równoległych. Na ich powierzchni znajdowały się trzy pary dużych plamek rozmieszczonych na planie sześciokąta. Na międzyrzędach pokryw leżały po dwa lub trzy szeregi punktów. Przedpiersie miało wyrostek międzybiodrowy w tyle prawie tak szeroki jak biodra, na szczycie szeroko zaokrąglony. Szew parakoksalny nie był pośrodku zaostrzony ku przodowi. Biodra przedniej i środkowej bary były zaokrąglone, tylnej zaś bardzo krótkie. Dwa pierwsze sternity odwłoka zlane były ze sobą.

## Paleoekologia
Z tej samej lokalizacji znane są skamieniałości m.in.: Archizygoptera z rodzaju Protomyrmeleon, 
ważek z rodzajów Aktassia, Asiopteron, Auliella, Cymatophlebiella, Erichschmidtia, Euthemis, Hypsomelana, Juraheterophlebia, Juragomphus, Kazachophlebia, Kazakhophlebiella, Melanohypsa, Oreopteron, Paracymatophlebia, Stenophlebia, Turanopteron i Walleria, widelnic z rodzajów Karanemoura i Perlariopsis, karaczanów z rodzajów Decomposita, Falcatusiblatta, Liberiblattina, Paleovia i Skok, skorków z rodzajów Archidermapteron, Asiodiplatys, Dermapteron, Protodiplatys, Semenovioloides i Turanoderma, straszyków z rodzajów Jurophasma i Phasmomimoides, prostoskrzydłych z rodzajów Aboilus, Karataogryllus, Panorpidium, Paracyrtophyllites i Probaisselcana, świerszczokaraczanów z rodzaju Blattogryllus, wciornastków z rodzaju Liassothrips, Lophionuerida z rodzajów Karataocypha i Zoropsocus, gryzków z rodzaju Paramesopsocus, pluskwiaków z rodzajów Aphidulum, Archaecorixa, Carpenterella, Gracilinervia, Heleonaucoris, Juraphis, Juleyrodes, Karatavopsyllidium, Liadopsylla, Malmopsylla, Monstrocoreus, Nectonaucoris, Neopsylloides, Poljanka, Scaphocoris i Scutellifer, chrząszczy z rodzajów Abscondus, Abolescus, Acheonus, Ampliceps, Anacapitis, Anaglyphites, Antemnacrassa, Archaeorrhynchus, Archodromus, Astenorrhinus, Belonotaris, Carabilarva, Catinius, Charonoscapha, Codemus, Cordorabus, Desmatus, Distenorrhinus, Eccoptarthrus, Exedia, Globoides, Hypnomorphus, Hypnomorphoides, Idiomorphus, Juralithinus, Karanthribus, Karatoma, Lapidostenus, Litholacon, Lithomerus, Lithoptychus, Lithosomus, Mesocupes, Megabrenthorrhinus, Mesogyrus, Mesotachinus, Mesoxyletus, Metabuprestium, Necromera, Negastrioides, Notocupes, Ochtebiites, Omma, Oxycorynoides, Ovrabites, Paleodytes, Parandrexis, Paragrypnites, Parahypnomorphus, Paraspercheus, Parathyrea, Platyelater, Porrhodromus, Probelus, Protocardiophorus, Protorabus, Protoscelis, Psacodromeus, Pseudocardiophorites, Ranis, Tersoides, Tersus, Tetraphalerus, Tunicopterus, Xyphosternum i Zygadenia, sieciarek z rodzajów Arbusella, Aristenymphes, Berothone, Jurosmylus, Kalligramma, Kalligrammina, Karaosmylus, Kolbasinella, Krokhathone, Meioneurites, Mesithone, Mesonymphes, Mesypochrysa, Microsmylus, Ovalofemora, Pronymphites, Sinosmylites, błonkówek z rodzajów Arthrogaster, Asiephialtites, Aulacogastrinus, Auliserphus, Bethylonymus, Bethylonymellus, Brachycleistogaster, Brachysyntexis, Campturoserphus, Cleistogaster, Kulbastavia, Karataoserphinus, Karataus, Karataviola, Leptocleistogaster, Leptephialtites, Megura, Mesaulacinus, Mesoserphus, Microcleistogaster, Microryssus, Oxyuroserphus, Parachexylea, Parapamphilius, Praeaulacus, Scoliuroserphus, Stephanogaster, Strophandria, Symphytopterus, Trigonalopterus i Urosyntexis, chruścików z rodzajów Karataulius i Necrotaulius, motyli z rodzajów Auliepterix, Karataunia i Protolepis, muchówek z rodzajów Archinemestrius, Archirhyphus, Archizelmira, Calosargus, Eoptychopterina, Eucorethrina, Homalocnemimus, Karatina, Kerosargus, Mesosolva, Parvisargus, Polyanka, Praemacrochile, Procramptonomyia, Proptychopterina, Protonemestrius, Protorhagio, Rhagionemestrius, Rhagionempis, Tanyochoreta, Tega, Zherikhinina oraz wojsiłek z rodzajów Gigaphlebia, Orobittacus, Orthobittacus, Orthophlebia, Prohylobittacus i Scharabittacus.